# Euryglossina nothula
Euryglossina nothula là một loài Hymenoptera trong họ Colletidae. Loài này được Cockerell mô tả khoa học năm 1922.